# نیروگاه تلمبه ذخیره‌ای پوشیه
نیروگاه تلمبه ذخیره‌ای پوشیه (به لاتین: Pushihe Pumped Storage Power Station) یک نیروگاه تلمبه ذخیره‌ای در چین است که در Kuandian County, Liaoning Province واقع شده‌است.